# Colt New Army & Navy 1892
Le Colt New Army & Navy 1892 est le successeur du Colt New Army 1889 (premier  revolver Colt à barillet basculant). Il céda sa place au Colt Army Special.

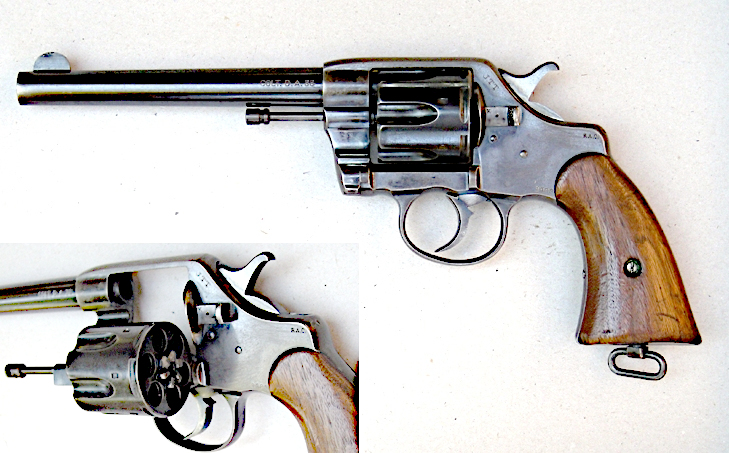
Colt New Army Model 1892 Revolver

## Diffusion
Ce revolver fut présenté en 1892 et produit dans les variantes améliorées "Model 1892 / 94 / 95 / 96 / 1901 / 03" jusqu'en 1907. Si l'essentiel des 291000 New Army termina sur le marché civil (armant notamment les personnels de la Wells Fargo, 68000 furent fournis à l'US Army et l'US Navy. Ils connurent ainsi la Guerre hispano-américaine au cours de laquelle le colonel Theodore Roosevelt utilisa un New Navy. Il équipa aussi les Forces armées argentines et la Guardia Rural (Cuba).

## Technique
Ce revolver fonctionne en simple et double action. Contrairement aux autres revolvers Colt, le barillet tourne au sens inverse des aiguilles d’une montre. Le chargement des cartouches et l'éjection des étuis vides se fait collectivement par basculement du barillet à gauche. La tige de l'éjecteur n'est pas protégée. La visée est fixe. L'arme est bronzée et les plaquettes de crosse sont en noyer lisse ou en caoutchouc durci. 

## Données numériques
- Munition: .38 Long Colt, .41 Long Colt et, à partir de 1905, en .32-20 WCF, (tous à poudre noire).
- Encombrement (longueur totale/masse à vide) : 29 cm/1,06 kg
- Canon de : 15 cm (disponibles en 7,6 et 11,4 cm pour les clients civils et/ou étrangers)
- Barillet : 6 cartouches

## Avertissement
Ces revolvers ne doivent en aucun cas être charges avec des munitions modernes comme la .38 Special et la .357 Magnum.

## Variante
L'US Marine Corps adopta en 1905 une version légèrement modifiée.